# Forner del Carib
El forner del Carib (Furnarius longirostris) és una espècie d'ocell de la família dels furnàrids (Furnariidae) que viu a sabanes, boscos, matoll de ribera i terres de conreu del nord de Colòmbia i nord-oest de Veneçuela.